# Cryoglobuline
Cryoglobulinen zijn immunoglobulinen die uit het bloed neerslaan bij een temperatuur onder de lichaamstemperatuur (cryo=koud). Bij opwarming lossen ze weer op.  De temperatuur waarbij dit plaatsvindt kan per cryoglobuline verschillen.
Een groot aantal verschillende ziektebeelden kan gepaard gaan met vorming van cryoglobulinen, onder andere bij myelomen en bij patiënten met het fenomeen van Raynaud.
Er zijn drie verschillende typen cryoglobulinen.
- Type 1:  het cryoglobuline is een monoklonale antistof, meestal IgG of IgM.  Dit type cryoglobubiline wordt veelal gezien bij ziekte van Kahler of ziekte van Waldenström.
- Type 2: een mengsel van cryoglobulinen bestaande uit een monoklonaal immunoglobuline, vaak IgM, wat reumafactor-activiteit kan bezitten en een polyclonale immunoglobuline, vaak IgG. Dit type cryoglobubilinen kan ook worden gezien bij ziekte van Kahler of ziekte van Waldenström en bij auto-immuunziekten.
- Type 3: er is sprake van polyclonale cryoglobulinen, vaak IgM en IgG, die reumafactor-activiteit kunnen bezitten.

## Cryoglobulinen meten
Cryoglobulinen kunnen in het bloed worden gemeten in een klinisch-chemisch laboratorium. Omdat cryoglobulinen neerslaan bij een temperatuur onder de lichaamstemperatuur dient het bloed direct na afname bij 37°C vervoerd en bewerkt te worden. 